# Батьово
Ба́тьово (колишні назви — Батьу, Вузлове; на угор. Bátyú) — селище в Україні, адміністративний центр Батівської селищної громади Берегівського району Закарпатської області. Населення 2 914 осіб (станом на 1 січня 2022 року).

## Герб
У лазуровому щиті на зеленій землі праворуч срібний бик, що йде вліво, з золотими рогами і копитами, а зліва - зелене дерево з золотим стовбуром.

## Географія
Розташоване за 33 км від районного центру (автошлях Т 0707). У Через селище пролягає залізнична лінія Ужгород — Солотвино, на якій розташована однойменна залізнична станція. Діє пункт контролю Батєве на кордоні з Угорщиною.

## Історія
В околицях селища виявлено три поселення: одне — епохи пізньої бронзи (кінець II тисячоліття до н. е.) і два — перших століть нашої ери (на одному з них досліджено 9 печей виробничого призначення).
Перші згадки про Батьово виявлені в письмових джерелах 1205 року. Щодо назви, то є припущення, начебто в цих місцях відпочивав хан Батий із військом під час свого чергового походу. За іншою версією,  при весняних паводках навколишня місцевість сильно затоплювалась, утворюючи брудні вибоїни (угор. Kátyú, яке згодом трансформувалось в «Bátyú»).
На початку XIII століття село кілька разів переходило у власність різних феодалів, допоки не опинилось у власності заможної угорської родини Лоняї, представники якого володіли селом у 1285—1920 роках.  
Велике значення для села мала залізниця, яка була прокладена в XIX столітті. Зокрема, 24 жовтня 1872 року було відкрито дільницю Угорської Північно-Східної залізниці Чоп — Королево, що прокладена через Батьово, а 4 грудня 1872 було відкрито відгалужену дистанцію Батьово — Мукачево Угорської Північно-Східної залізниці.
Село належало до Австро-Угорської імперії, а від її розпаду у 1918—1938 роках було частиною Чехословаччини. Лише наприкінці березня до початку травня 1919 року в Батьово існувала радянська влада. У 1921 році в селі створена організація Комуністичної партії Чехословаччини.
Під час окупації Батьово Угорським королівством, 41 родину кинули до концтабору, а близько 90 осіб відправили на примусові роботи. 28 жовтня 1944 року частини Червоної армії визволили Батьово від фашистів. У 1946 році село перейменоване на Вузлове. Передбачалось, що його населення, зайняте здебільшого в обслуговуванні залізниці та пов'язаних з нею підприємств, збільшиться втроє. В селищі було зведено невеличкий мікрорайон з 5-поверхівками, планувалось створення розважального центру та росту урбанізації. Однак ці плани не були реалізовані, і сьогодні Батьово по суті залишилось селом.   
У 1970-х роках, за даними Історії міст і сіл Української РСР, у селі мешкало 2084 осіб. В ньому знаходилася бригада колгоспу імені XXI з'їзду КПРС (центральна садиба була у селі Свобода). За бригадою було закріплено 800 га сільськогосподарських угідь, у тому числі 500 га орної землі. Вирощували зернові (переважно пшеницю, ячмінь, кукурудзу) та овочеві (переважно картоплю, капусту) культури. Було розвинуте м'ясо-молочне тваринництво.
З 1971 року Вузловому надано статус селища міського типу.
У 1978 році в селищі став до ладу міжнародний контейнерний термінал. За трудові успіхи 17 передовиків були нагороджені орденами і медалями СРСР, у тому числі орденом Трудового Червоного Прапора — доярка колгоспу І. А. Бенце, орденом «Знак Пошани» — бригадир колгоспу Д. Д. Барат.
На території селища працювали: середня школа (32 вчителі і 421 учень), музична школа, бібліотека (книжковий фонд її становив 8,7 тисячі примірників), клуб (з залом на 150 місць), дільнична лікарня на 30 ліжок (11 медпрацівників, у тому числі 4 лікаря), обласний ревмокардіологічний дитячий санаторій, аптека, амбулаторія; стадіон, 7 крамниць, ресторан, кафе, відділення зв'язку, філія Ощадбанку, будинок побуту.
Рішенням № 137/95-ПВ Верховної Ради України від 2 березня 1995 року селищу відновлена історична назва Батьово.

## Архітектура

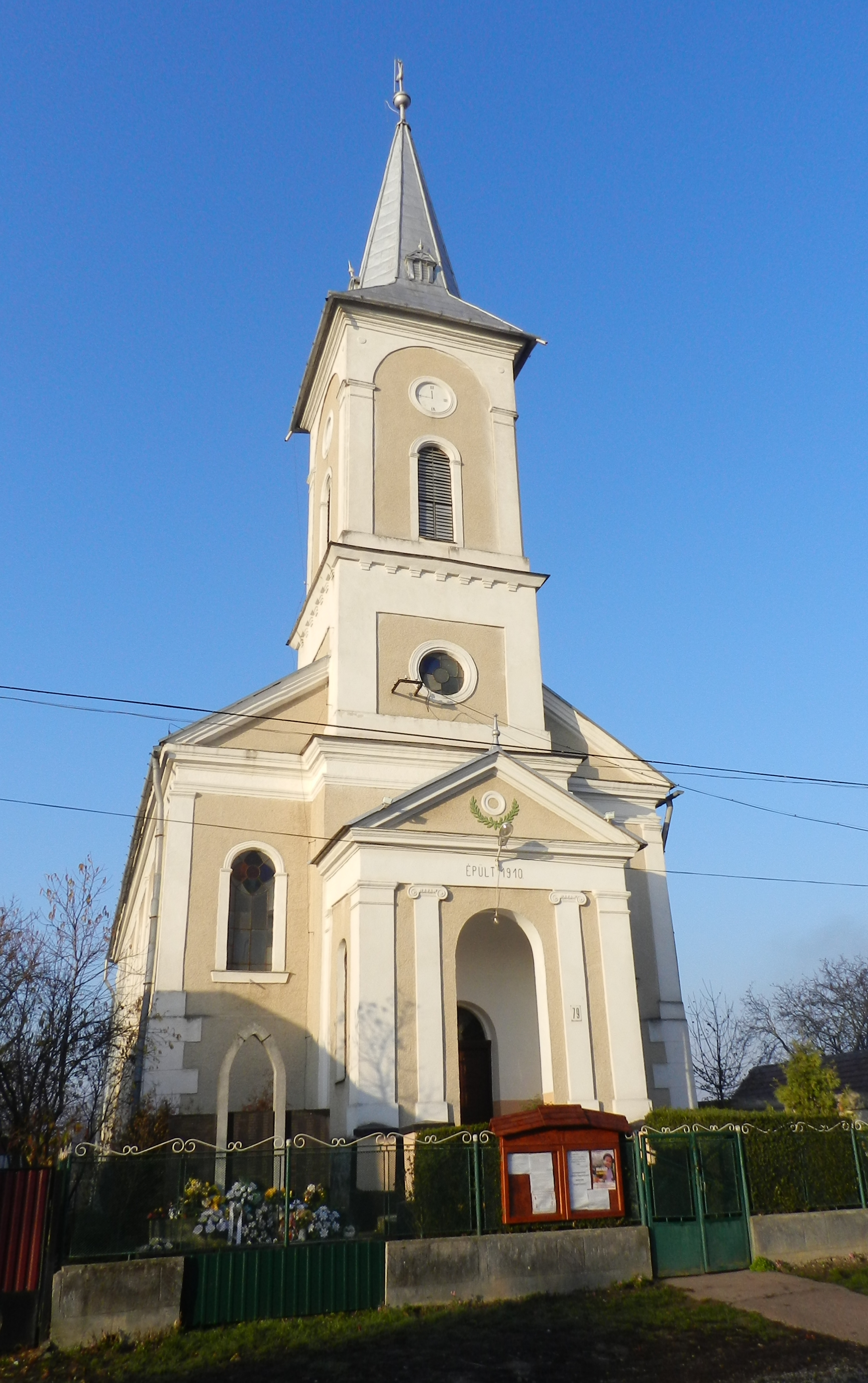
Реформатська церква

В селі є колишній палац родини Лоняї, збудований у XVIII столітті в стилі класицизму. На жаль, про його тодішній вигляд можна судити хіба з нечисленних світлин, сьогодні ж  шляхетне  походження будівлі видає хіба що алея дерев, яка залишилась від парку. Колишній палац, після численних перебудов, важко впізнати в нинішній будівлі «Закарпатського обласного притулку для дітей та підлітків». Саме в такому статусі існує колишній палац вже з 2000 року. За радянських часів в ньому містився санаторій. У 1944 році палац Лоняї слугував місцем збору угорців з навколишніх сіл, яких депортували в трудові табори на так звані «маленькі роботи».

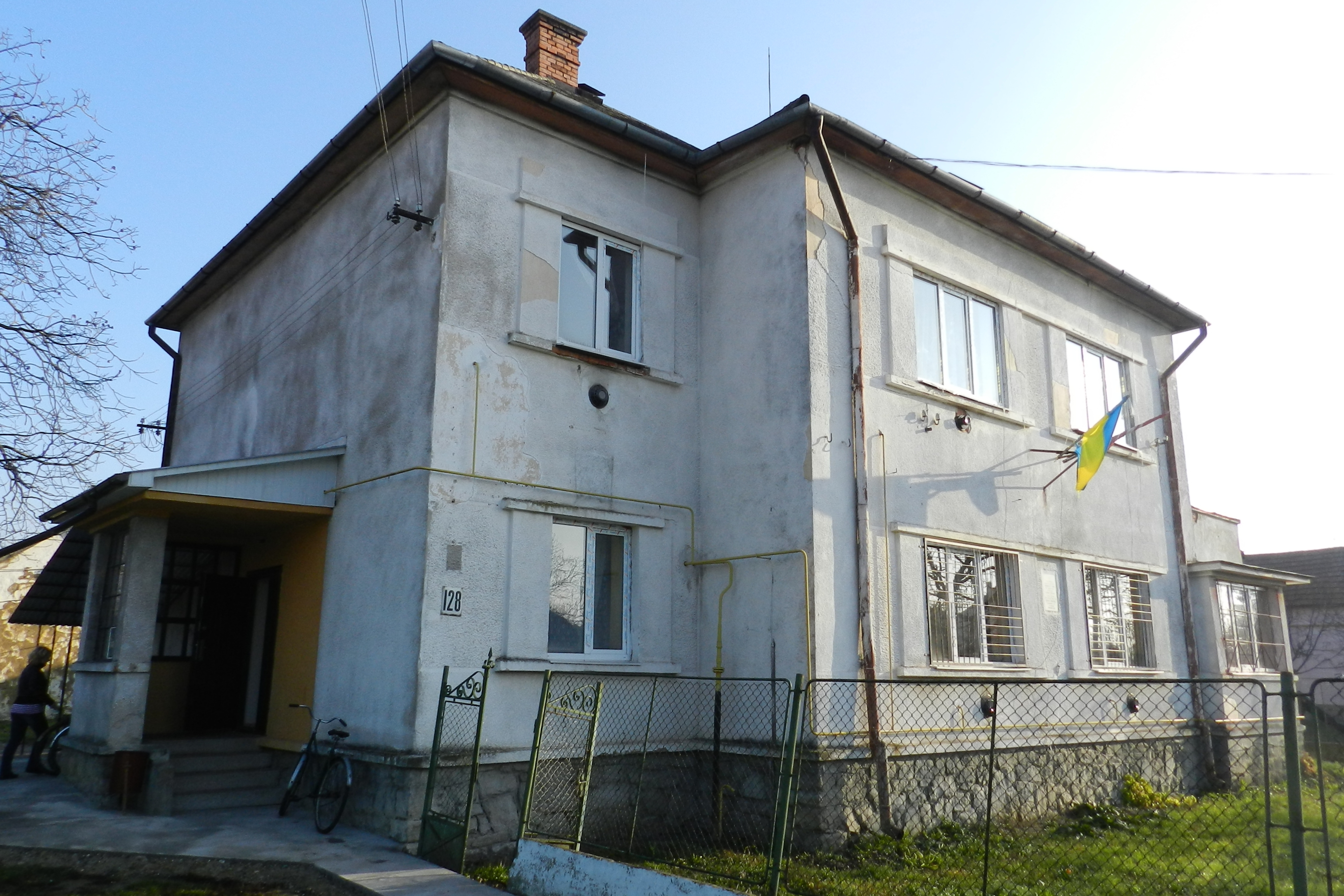
Батівська селищна рада

Місцева реформатська церква побудована у 1802 році замість дерев'яної. У 1907 році церква була знищена пожежею, відбудована у 1910 році реконструйована у 1988 році. На подвір'ї церкви встановлено меморіальний знак на честь селян, загиблих під час другої світової війни та повоєнних сталінських репресій. Поруч із реформатською церквою в 1785 р. була заснована церковна школа. Сьогодні, вочевидь, зазнавши перебудов, вона має вигляд звичайного приватного будинку.
Будівля Батівської селищної ради збудоване за чехословацької влади в 1935 році,  як сільська управа. Неподалік сільради була ще й будівля жандармерії, але на сьогодні вона перебудована до повної втрати автентичності.
Православною громадою села Батьова у 2012 році збудований храм в традиційному для цієї конфесії стилі.

## Відомі люди
- похований Кузьменко Сергій Миколайович — солдат Збройних сил України, учасник російсько-української війни 2014—2017 років.
- народився Менігерт Шімон (1897—1952), журналіст і поет закарпатського періоду між двома світовими війнами. У чеську епоху було опубліковано його шість томів віршів.
- У ХІХ столітті, окрім родини Лоньяй, тут також була земля родини Бей та Zsigmond Bernáth, — це один з героїв роману «Дивний шлюб» Калмана Міксата.
- Іржі Габріель (22 серпня 1930 р. Батьово, Закарпаття — 10 листопада 2020 р. Брно) — чеський філософ.
- народився Гарані Йосип Йосипович (1921—2009) — український графік.

## Туристичні місця
- три поселення: одне — епохи пізньої бронзи (кінець II тисячоліття до н. е.) і два — перших століть нашої ери (на одному з них досліджено 9 печей виробничого призначення).
- колишній палац родини Лоняї, збудований в  XVIII столітті в стилі класицизму.
- реформатський храм побудований у 1802 р.
- 1935 рік сільська управа
- У ХІХ столітті, окрім родини Лоньяй, тут також була земля родини Бей та Zsigmond Bernáth, — це один з героїв роману «Дивний шлюб» Калмана Міксата. 

## Населення

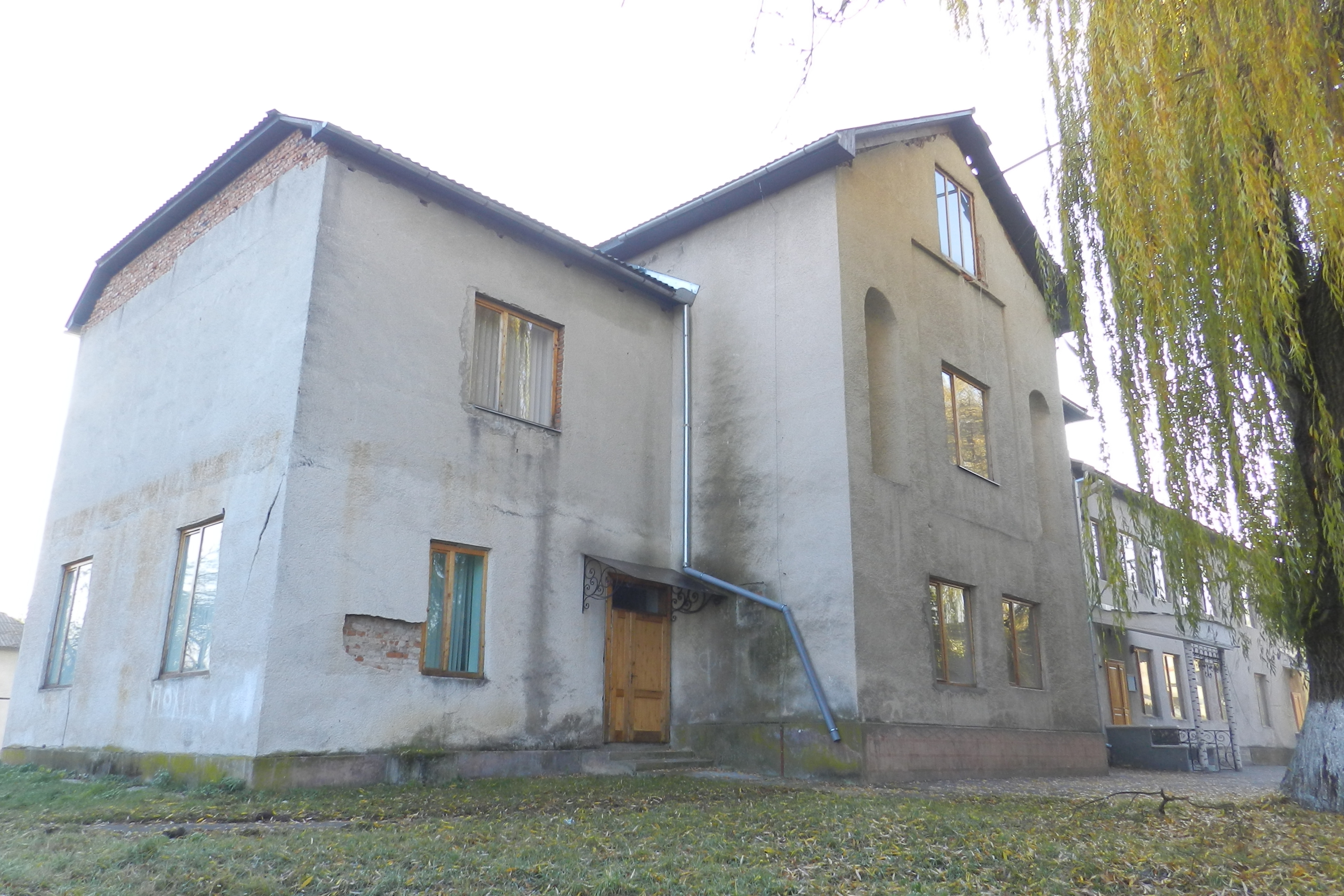
Колишній палац Лоняї, нині — «Закарпатський обласний притулок для дітей та підлітків».

### Чисельність населення
| 1979 | 1989 | 2001 | 2016 |
| ---- | ---- | ---- | ---- |
| 2105 | 2915 | 3029 | 3048 |

### Мова
Розподіл населення за рідною мовою за даними перепису 2001 року:
| Мова            | Кількість | Відсоток |
| --------------- | --------- | -------- |
| угорська        | 1954      | 64.64%   |
| українська      | 993       | 32.85%   |
| російська       | 61        | 2.02%    |
| білоруська      | 4         | 0.13%    |
| румунська       | 4         | 0.13%    |
| вірменська      | 1         | 0.03%    |
| німецька        | 1         | 0.03%    |
| інші/не вказали | 5         | 0.17%    |
| Усього          | 3023      | 100%     |

## Культурне життя

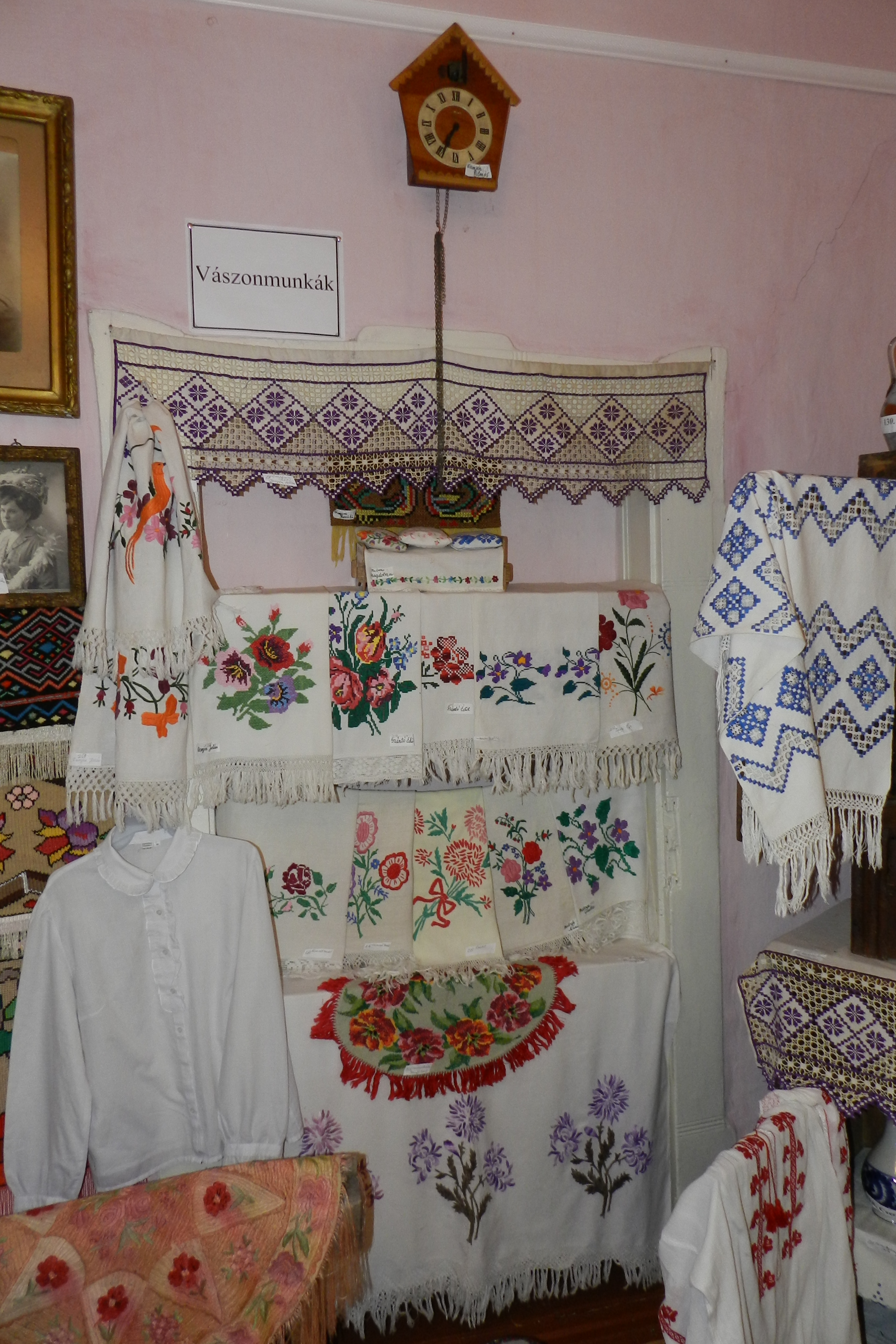
Експонати місцевого музею

В приміщенні місцевої бібліотеки, яка, у свою чергу, розмістилася в стародавній, початку ХХ-го століття, сільській хатині, на громадських засадах функціонує музей народного побуту.  В трьох невеликих кімнатках представлені  традиційний угорський одяг, посуд, інструменти, світлини.   Музей заснований місцевими пенсіонерками в 2006 р. Пенсіонерки не лише опікуються клубом, а ще й співають, і навіть їздять із «гастролями» по різних культурних заходах по області.